# Cretoprostominia myanmarensis
Cretoprostominia myanmarensis (лат.) — ископаемый вид жуков-трубачей, единственный в составе рода Cretoprostominia (Salpingidae). Обнаружен в инклюзах бирманского янтаря (Мьянма, Юго-Восточная Азия).

## Описание
Ископаемые остатки происходят из среднемелового бирманского янтаря. обнаружен древнейший жук-сальпингид: Cretoprostominia myanmarensis древнейший жук из семейства жуков-трубачей (Salpingidae).
Новый род наиболее близок к современному роду Prostominia Reitter, 1889 и отличается от него узко разделенными передними тазиками. Ископаемые представители семейства Salpingidae встречаются редко. Из балтийского янтаря описаны три ископаемых вида: Protolissodema ulrikae Alekseev, 2013; Salpingus henricusmontemini Alekseev, 2013 и Istrisia vithlandica Alekseev, 2017; и один вид Eopeplus stetzenkoi Kirejtshuk & Nel, 2009, из нижнеэоценового французского янтаря (Kirejtshuk & Nel 2009). Недавно Шоу и др. (2023) описали Diagrypnodes villumi Shaw et al., 2023 из позднеэоценового ровенского янтаря.
Как самый древний из известных жуков-сальпингид, новая находка указывает на древнее происхождение этого семейства в середине мелового периода.

## Этимология
Родовое название Cretoprostominia происходит от сочетания слов Creto- и Prostominia, указывающее на то, что новый род происходит из мелового периода и связан с современным родом Prostominia.